# Tadeusz Głowiak
Tadeusz Głowiak (ur. 2 stycznia 1935 Łuce, zm. 25 lutego 2003 r.) – polski chemik, specjalista krystalochemii i rentgenografii strukturalnej.

## Życiorys
Urodzony 2 stycznia 1935 r. w Łuce w powiecie złoczowskim. Związany z Uniwersytetem Wrocławskim, gdzie uzyskał w 1959 r. dyplom magistra, a następnie doktora (1967 r.) i doktora habilitowanego (1978 r.). Tytuł profesora nadzwyczajnego otrzymał w 1990 r., a nominację profesorską uzyskał w 1996 roku.
W latach 1961–1962 odbył staż podyplomowy na Uniwersytecie Moskiewskim u prof. M. A. Poraj–Koszyca. Twórca Zakładu Krystalografii na Wydziale Chemii Uniwersytetu Wrocławskiego i jego kierownik, kierownik Zespołu Naukowego Krystalografii, w latach 1987–1993 zastępca dyrektora Instytutu Chemii Uniwersytetu Wrocławskiego. Członek Komitetu Krystalografii PAN.
Autor ponad 360 prac naukowych, specjalista krystalografii związków koordynacyjnych i metaloorganicznych. Promotor siedmiu doktorów, w tym jednego habilitowanego. Inicjator badań strukturalnych związków metodami rentgenowskimi na Uniwersytecie Wrocławskim, animator współpracy naukowej chemików Uniwersytetu Wrocławskiego i Uniwersytetu Lwowskiego.
Zmarł 25 lutego 2003 r. i został pochowany na cmentarzu na Psim Polu we Wrocławiu.
Odznaczenia i wyróżnienia:
- Złoty Krzyż Zasługi (1980 r.)[2]
- Krzyż Kawalerski Orderu Odrodzenia Polski (1990 r.)[2]
- Medal Komisji Edukacji Narodowej (2000 r.)[2]
- nagroda Ministra Edukacji i Szkolnictwa Wyższego (l. 1968, 1973, 1976, 1977, 1986, 1990, 1996, 1999)[2]
- nagroda Polskiej Akademii Nauk (l. 1978, 1988)[2]
- srebrny medal Uniwersytetu im. Masaryka w Brnie (1994 r.)[2]
- doktorat honoris causa Uniwersytetu (2002 r.)[1]